# Vålerenga Fotball Damer
El Vålerenga Fotball Damer es un club de fútbol femenino de la ciudad de Oslo,  es la rama femenina del Vålerenga Fotball y juega en la Toppserien, máxima categoría del fútbol femenino en el país nórdico.
El equipo ganó por primera vez el ascenso a Toppserien en 2011 después de obtener el ascenso desde la Primera División. Esto convirtió al Vålerenga en el tercer club noruego con un equipo masculino y un equipo femenino en la liga de primer nivel, y el primer club en tener su propio equipo femenino en ganar la promoción a Toppserien.

## Estadio
Jugaron en el Vallhall Arena (5000 espectadores) hasta 2017 cuando fueron trasladados al Intility Arena, con espacio para más de 17 000 espectadores.

## Historia

### Comienzo (-2000)
Vålerenga mantuvo un perfil bajo sobre la iniciativa de las mujeres hasta finales de la década de 1990. Vålerenga ascendió a la 2ª División en 1998 e inmediatamente se unió a la batalla de ascenso. Perdieron por dos puntos ante Skeid y Lørenskog, y estaban en segunda división. Ya al año siguiente, subieron directamente por un buen margen. La cima se alcanzó cuando jugaron para un ascenso directo a la Toppserien y debutaron en la copa en 2000. Sin embargo, Røa se hizo demasiado fuerte en ambos casos, y Vålerenga tuvo que aceptar que se quedaron en la 1a División y que se detuvo en la primera ronda de la copa.

### Recesiones (2001-05)
Luego las cosas fueron peor para Vålerenga. En la 1ª División Nacional, fue un 7º lugar en 2001, mientras que hubo una salida en la 2ª ronda de la copa ese año, una vez más para Røa. Vålerenga avanzó desde la primera ronda en un walkover. En la siguiente temporada fue un octavo lugar. En la copa, las cosas le fueron mejor al equipo que por primera vez se enfrentó a otros rivales además de Røa; ganaron 10-1 contra Bækkelaget, antes de perder por poco 0-1 contra el Team Strømmen.
En 2003, finalmente descendió después de que el equipo se quedara al borde del precipicio. Esto se debió en parte a la derrota del compañero de descenso Nittedal, pero la diferencia de goles también fue muy mala. El reencuentro con la segunda división tampoco fue una experiencia feliz para Vålerenga, terminaron en el último lugar seguro, a cuatro puntos del descenso.

### En camino (2006–)
La próxima temporada en Segunda División, Vålerenga logró convertirse en un equipo medio en la división, muy lejos del descenso. Ya al año siguiente, ganó la 2ª división y pasó a clasificarse, donde perdió ante Fotballklubben Voss. Esto se repitió en 2008, cuando ganó la división y se enfrentó a Linderud/Grei en dos partidos por un lugar. Una derrota de dos goles en casa fue demasiado pesada, a pesar de un impresionante 3-3 a domicilio.
Sin embargo, lo hizo muy bien en 2009. Con la ayuda de Anita Waage y Cecilie Berg-Hansen, Vålerenga fue el mejor equipo. Logró la clasificación sin problemas, y en 2010 regresó a la 1a División después de seis años en la 2a División. Ya en la primera temporada en la segunda máxima división, estaba en la batalla por el ascenso. Sin embargo, perdieron el último partido, a domicilio ante Medkila en una final de liga por el segundo puesto detrás del soberbio Sandviken. En la siguiente temporada, fue dominante, pero aprovechó varias oportunidades para decidir la serie. En la tercera última ronda quedó claro el ascenso a la Toppserien.
Antes de la temporada 2012, adquirió a varios jugadores de las mejores series del año pasado, especialmente de Linderud/Grei, pero también a Rebecca Angus de Jitex BK, Tina Wulf de Trondheims-Ørn, Cathrine Rolness de Røa y Lill Yvonne Karlsrud de Medkila.
En 2017 consiguieron clasificar a la final de la Copa de Noruega Femenina donde perdió por la mínima ante Avaldsnes IL.
A finales de otoño de 2017, Monica Knudsen asumió el cargo de entrenadora y Eli Landsem como director deportivo. Las nuevas jugadoras de 2018 fueron Marte Berget, Isabell Herlovsen, Sherida Spitse, Marie Dølvik Markussen, Victoria Ludvigsen, Stine Pettersen Reinås, Guro Pettersen y la británica Jenna May Dear. Knudsen llevó a Vålerenga al sexto lugar en 2018 y al segundo lugar en la Copa de Noruega Femenina 2019, antes de que el danés Jack Majgaard Jensen asumiera el cargo a partir de 2020.
Vålerenga ha tenido al menos una jugadora en el equipo nacional femenino de Noruega, Solveig Gulbrandsen.

## Palmarés
| Competición nacional           | Títulos          | Subcampeonatos   |
| ------------------------------ | ---------------- | ---------------- |
| Primera División (3/1)         | 2020, 2023, 2024 | 2019, 2022       |
| Segunda División (1/0)         | 2011             |                  |
| Copa de Noruega Femenina (3/3) | 2020, 2021, 2024 | 2017, 2019, 2023 |